# 暑假
暑假是指夏天学期之间為學生所提供的假期。根据不同国家和地区，通常暑假一般有4-11星期，有个别地方則长达3个月。

## 暑假的由來
十九世紀中葉，在美國教育家贺拉斯·曼等的推動下，美國進行教育改革，如統一教育制度，學校放暑假是其中一項，得到醫學及心理學界的支持，他們認為學生長期「受壓」，不利成長，而且夏天擠在一起，容易滋生傳染疾病。經過半個世紀努力，加上社會條件成熟，水到渠成。美國轉型工業社會，交通成本降低，中產興起，到了夏天，父母帶著子女渡假，學校放暑假的阻力減少。二十世紀初，放暑假成了美國的教育制度，並影響全球。

## 對学校管理者的影響
在假期，学校管理者一般会准备教材、修理设施、进行整修等。有时看护学校。有些學校行政單位在暑假期間可能會縮短辦公時間。
学生在暑假期间有更多机会接触社会，可参与各种社交活动。有很多活动例如夏令营，暑假运动训练营，暑期学校是政府或者私人团体举办。在这些组织里，来自不同地方年轻人可以互相认识和交流，拓展个人交际圈。
在欧美国家，这类活动比较普遍，不同年龄段学生都可以找到合适项目参与，除此之外还有磨练意志的童子军夏令营。一般情况政府组织的活动比较廉价，而收费较高的暑假活动一般节目更加丰富甚至可以本地或到外国旅游。有些国家的高中生有在暑假参观大学校园的传统，为将来选择心仪的大学，暑假期間亦會做暑期功課。
在台湾与中国大陸，由于学生在國中與高中階段面临很大的升学压力，因此在暑假参加学习辅导班比较普遍，另外还有很多家长要求子女参加某些专业训练班例如音乐、数学、绘画等等，尽管这些活动不是青少年本人乐意参加的。有些学校也开办假期辅导班，实际上是在假期赶正常学期的进度，以留出时间准备未来的升学考试，尽管中国教育部等机构多次要求禁止此类活动，但是学校面临应试和升学指标的压力，教师的收入也与此类指标息息相关，因此，此类现象依然普遍；在台灣，雖然說暑期輔導連家長都可能反對（重視學業成績的中產及富裕階級學生，在暑假仍會在補習班上課，參與暑期輔導只是浪費體力，對學業甚至有反效果），但學校強迫學生參加的情況也很常見（學校多不願承認他們在訓練學生應付考試的能力大多遜於補習班）。
智障人士的學習能力較為遲緩並需要較長時間來學習新事物，而部分學生在暑假則會尋找打工的機會以賺取生活費及學費。

## 时间段

### 美国
美国的学校暑假一般持续9-11周的时间，大多数学校暑假是6月－9月或者5月－8月之间，这决定于学校所在的学区。

### 中国大陆
中国大陸的暑假一般在每年6月下旬至7月中旬（學年完結後）开始，9月1日前後（新學年開始）結束，持续一個半月至兩个半月的时间。
部分地区会将农忙假期计入暑假放假时间内，学校如在其他时间安排农忙假期，暑假放假时间则会相应缩短。

### 香港
香港各中小學和幼稚園都是如上所說有一個半月時間的暑假，時間定在7月中至8月31日（如無意外大部份學校亦會於9月1日開學），但中六應考香港中學文憑考試（每年3月至5月）的學生，考試完結後便立即放暑假。
2022年，因應第五波疫情，加上政府計劃徵用校舍作全民強制檢測，因此暑假將調整到3月初至4月復活節後，而該學年的最後一個上學日將延遲至8月12日。

### 澳門
各中小學和幼稚園有一個半月時間的暑假，時間定在7月中至8月31日。（教育及青年發展局規定非高等學校不能遲於7月31日放暑假。）高等院校一般會在每年的5月至8月放暑假，8月中旬正式開學。
2022年，因應618疫情，教育及青年發展局宣佈6月22日起提早結束2021/2022學年，換句話說暑假開始日提早至6月22日。

### 臺灣
國小、國中、高中暑假為七、八兩個月，而國、高中則通常會在兩個月的暑假內，實施一個月的輔導課，大學則由各校自治管理。同時，各級學校職員上班時間及學校辦公時間也都會彈性化調整。

### 德国
德国中小学和大学的放假时间不统一。中小学一般是6月－8月之间，在这段时间公共交通的某些线路也会调整到暑假时刻表。
德国大学分为综合大学（UNI）和专科大学（FH），它们的暑假时间是不一样的。一般专科大学暑假会比较短，放假稍微早于综合大学，9月份就会开学，而综合大学在7月中旬开始放假直到10月中旬才开学，在假期学生可能会准备考试，或者下一学期的课程。而教师除了带薪休假之外的其他人都要按照正常时间上班。攻读博士学位的学生按照正常工作人员休假，没有暑假。

### 日本
日本的暑假（日语：／ Natsuyasumi ?）在7月底到8月底。由於日本的學年度開始是在4月放完春假之後，所以日本的暑假僅僅是區隔第一學期和第二學期而非學年度的界線。

### 南半球
南半球国家如新西兰，澳大利亚，南非，阿根廷等，中学暑假一般在12月至次年2月之间，正好和北半球寒假时间差不多。在此期间还有圣诞节、元旦等节日。

## 批評與支持
批評暑假概念的人，認為學生在這段時間後會忘掉前一年學習過的知識，根據他們的說法，全年教育可部份解決這個問題。
支持暑假者則指出，小孩子應該享受他們的童年，不應該每個學年不放假。

## 暑期市场
暑假不只是学生一年中休息最长的时间，也是很多公司企业推出新产品及促銷活動的季节。例如很多电影公司会在暑假推出新影片，以吸引假期的年轻人，像皮克斯、梦工厂、迪士尼都会在假期推出新的动画片以吸引青少年。日本的JR集團與其前身日本國有鐵道則從1982年起推出青春18鐵路週遊券以鼓勵學生在長假搭乘火車旅遊。Steam（線上數位發行平台）亦會於暑假進行，夏日大特賣（Summer Sale）活動。